# Köminjärvi
Köminjärvi är en sjö i kommunen Keuru i landskapet Mellersta Finland i Finland. Sjön ligger 141,4 meter över havet. Arean är 1,32 kvadratkilometer och strandlinjen är 10,71 kilometer lång. Sjön  ingår i Kumo älvs huvudavrinningsområde.   Den ligger omkring 71 kilometer väster om Jyväskylä och omkring 240 kilometer norr om Helsingfors. 
I sjön finns ön Köminsaari. 